# Heinz Trenczak

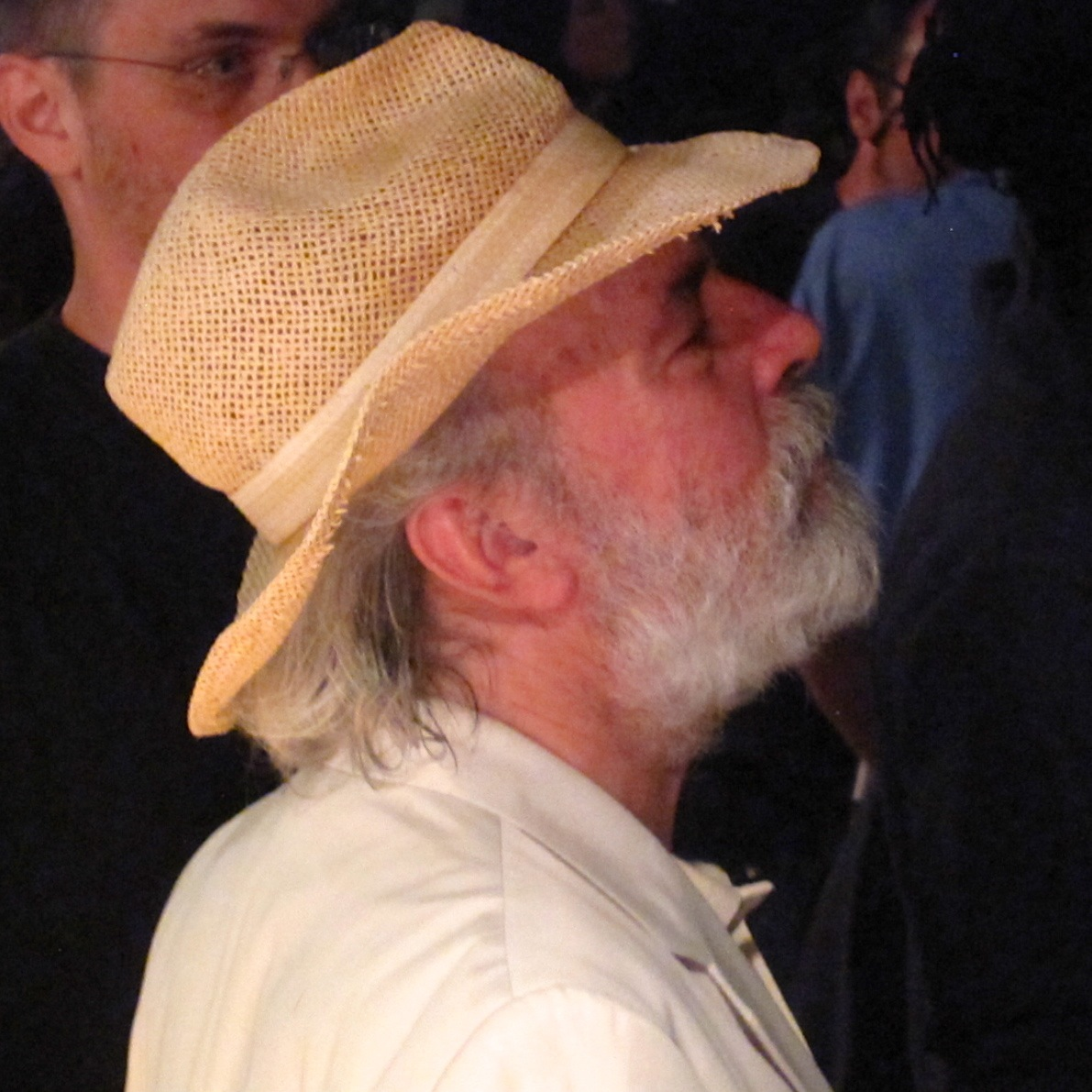
Heinz Trenczak in Graz, 2012

Heinz Trenczak (* 3. Jänner 1944 in Graz) ist ein österreichischer Regisseur und Autor. Er lebt und arbeitet in Graz und Köln.

## Leben
Trenczak studierte 1965 bis 1969 Musik am Mozarteum in Salzburg und in Köln bei Mauricio Kagel.
Von Winter 1969 bis Frühjahr 1970 unternahm er im Auftrag des Goethe-Instituts eine ausgedehnte Vortragsreise durch Indien zum Thema Musik- und Bewegungserziehung für Kinder (Orff-Schulwerk).
1971 bis 1984 war Trenczak Musikredakteur beim WDR Köln (Fernsehen). In dieser Zeit fungierte er bei diversen Features, Porträts, Dokumentarfilmen als Autor und Regisseur.
Im Sommer 1979 erhielt Heinz Trenczak ein USA-Stipendium der John J. McCloy-Foundation bzw. des American Council on Germany.
1984 zeichnete er für die Programmierung und Organisation der 12. Grazer Filmtage im „Steirischen Herbst“ gemeinsam mit Peter Zach zum Thema „MusikFilm in Kino und TV“ verantwortlich. 1985 bis 1995 arbeitete er als Redakteur der österreichischen Filmzeitschrift „Blimp“ (Herausgeber: Grazer Filmwerkstatt). Seit 1990 ist Heinz Trenczak Produzent der Vis-à-vis Film in Köln.
Im Herbst 1992 folgten mehrere Filmseminare im Auftrag des Goethe-Instituts zum Thema „Grenzbereiche des Dokumentarfilms“ in Südostasien.
Von 1996 bis 2001 hielt er Lehraufträge in Medienkunde an der Karl-Franzens-Universität Graz. Im Rahmen des Programms von „Graz 2003 Kulturhauptstadt Europas“, kuratierte Trenczak die DVD-Installation & Ausstellung „Granny’s Videos“. 2014/2015 fungierte er als Darsteller in Theater- und Filmproduktionen (dramagraz: Die Krankheit Tod, Marguerite Duras; Kindergeschichte, Peter Handke; Aus dem Nichts, Angela Summereder) Am 6. März 2024 wurde Trenczak das Goldene Ehrenzeichen der Stadt Graz verliehen.

## Drehbuch
- 1993: Elektrische Sterne (Lichtenberg-Film)
- 2000: Königin für einen Tag (Djavidan Hanum-Film)

## Filmografie
- 1969: [OPUS 1]: Experimenteller Kurzfilm
- 1979: BERUF: ORCHESTERMUSIKER – Porträt eines Geigers
- 1983: ZUHÖREN AUFHÖREN – Von steirischen Musikanten
- 1982: PARAGRAPH VIER / § 4
- 1984–2005: GRANNY'S VIDEOS – Aus dem Leben von Emma Hoffer-Sulmthal
- 1987: WESSELINGER ZEITZEICHEN – Musikwerkstatt
- 1988/2008: ICH BIN EINE ELEKTRA – Helmut Eisendle: Lesung aus „Oh Hannah“
- 1989: DER ORT IST DER STAR – Porträt Frederick Wiseman
- 1989: TÖNE & SCHATTEN – Musik für „Die Vampire“
- 1989: KINOMAGAZIN – Peter Kubelka
- 1989: PETER KUBELKA – 100 Jahre filmisches Denken
- 1989/2010: PETER KUBELKA – Ein normaler Mensch
- 1990: ASTA & „CHARLOTTE“ – Ein Filmstar im Ruhrgebiet
- 1990: MANNHEIM HERBST 90 – Filmfestival-Reportage
- 1990: ASTA & „CHARLOTTE“ – Ein Filmstar im Ruhrgebiet
- 1991/1994/95: KEEP SHOOTING – Richard Leacock & Valérie Lalonde
- 1993: EXPERIMENTE – Martin Arnold
- 1993: RIESENRAD – Helmut Eisendle
- 1995: DIE INNERE REISE – Tonino Guerras poetische Orte
- 1995/1999: BECAUSE... – Mein Augenblick mit Antonioni
- 1995: VON RIMINI LANDEINWÄRTS – Reisefilm
- 1996: VON OSTFRIESLAND & MALLORCA – Die zwei Leben des Hansjörg Martin
- 1996: EIN FEST FÜR EISENHEIM – Reportage
- 1996: DAS LETZTE SCHIFF – Der Zeichner Alfred Schmidt auf der Bremer Vulkan-Werft
- 1997: DER AKKU-BLITZ – Vom Ende einer Eisenbahnlegende
- 1999: GORAŽDE RETOUR – Videotagebuch
- 1999: THEATERGLÜHEN – Der Autor Peter Turrini
- 2006: SYMPOSION – oder: Warum schaust du nicht?
- 2006–2008: NOARNFÜLM – 25 Jahre „Aniada a Noar“
- 2007: E. N. K. S. – Emanuel Kwabina Nkrumah, Grazer  Stadtmaler
- 2007: MEIN HERMANNSTADT – Aus den Erinnerungen von Eva Martin
- 2007: UNSER SIBIU – Eine Reise nach Siebenbürgen
- 2008/2013: DER MUSIKSTAAT – Jesuitenmissionen in Chiquitos/Bolivien
- 2009: HOLODOMOR – Hungersnot in der Ukraine 1932–1933
- 2011: ZWEI TAGE IM APRIL – Wir empören uns!
- 2011: ROLLSTUHLFESSEL
- 2011: DJAVIDAN – QUEEN FOR A DAY. Aus dem Leben von Prinzessin Djavidan Hanum
- 2011: GRAZ – Hauptstadt des Bettelverbots
- 2012: DIE NEGAUER HELME – Eine Spurensuche
- 2014: ERINNERN SIE SICH? – Jochen Gerz: NS-Tafeln „63 Jahre danach“ / Graz
- 2016: SILOS TRIESTE – Zwei Grazer und ihr Hilfskonvoi für Refugees in Triest
- 2017: WALTER FELBER – Kaffeehaus- und Gerichtszeichner
- 2018: GEBURTSTAG MIT FREUNDEN – Hussean aus Syrien ist 50
- 2018: GREEK DIARY – Eine Reise zu Flüchtlingscamps in Serbien & Griechenland
- 2020: 3400 SEMMELN – Flüchtende. Helfende. Menschen.[2]
- 2021: WENN ICH HELFE, HELFE ICH MIR SELBST – Hussean Aldahar, Meteorologe aus Syrien, erzählt die Geschichte seiner Flucht
- 2025 ANNIFÜLM - Anna Maria Zimmermann und ihr Babenbergerhof